# 倚蘭夫人
靈仁皇太后（越南语：／，？—1117年， 姓黎氏，号倚蘭（越南语：／），是李圣宗之妃，为李仁宗的生母。

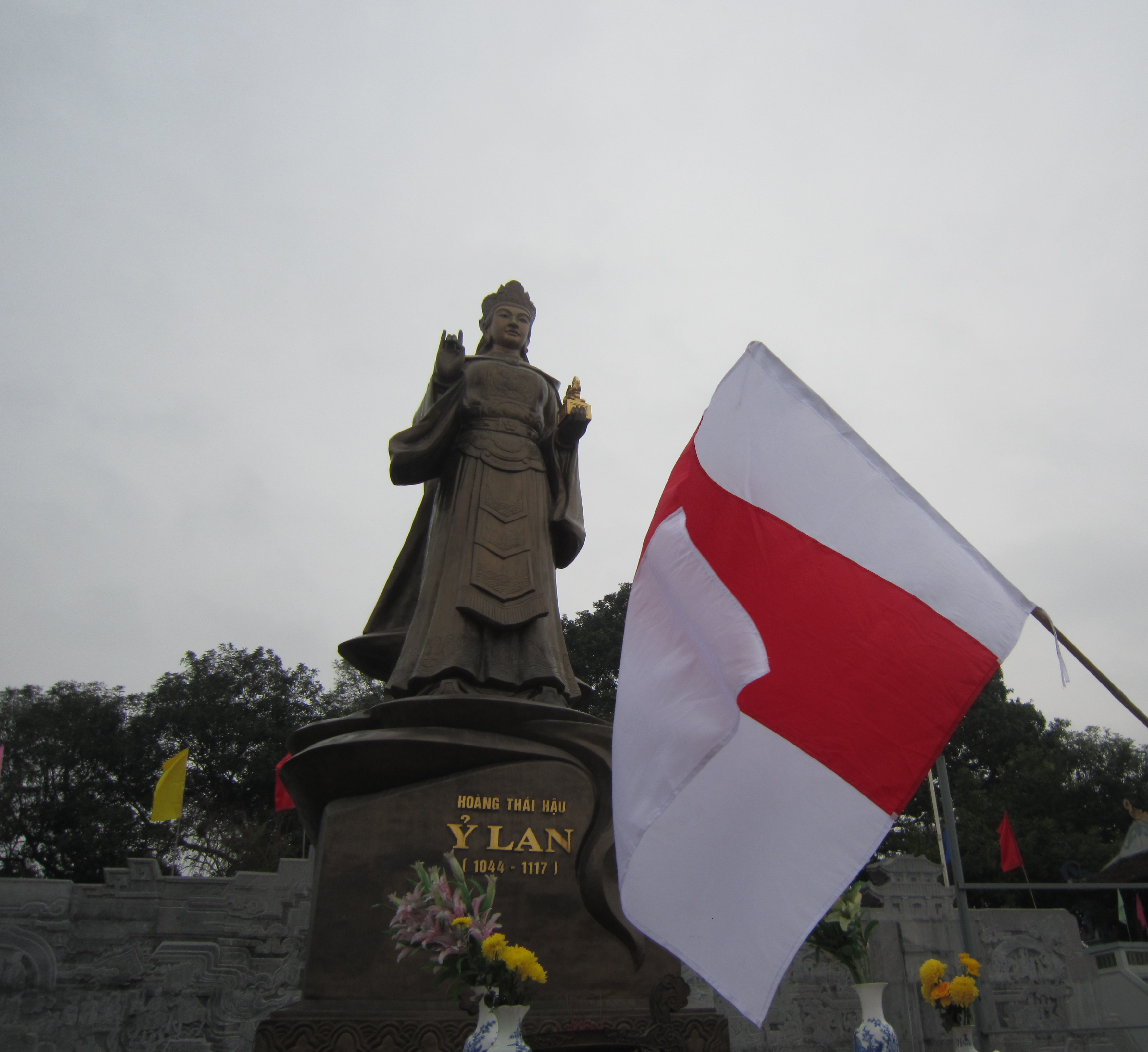
的雕像皇太后倚蘭

## 生平
黎氏是超类鄉（今屬北宁省順成縣）人，出身平民家庭，以采桑为生。彰聖嘉慶五年（1063年），李圣宗年至四十岁仍然无子，前去寺院求嗣。途经土垒鄉，百姓观看者充塞了道路，只有黎氏仍然倚立于兰草之中。李圣宗以之为奇，召入宫中，册封为倚兰夫人。
龍章天嗣元年（1066年）正月，倚蘭夫人为圣宗生下了皇子李乾德，即后来的李仁宗。李聖宗為此改元龍章天嗣，並晉封倚蘭夫人為宸妃。後又晉封為元妃，並改倚蘭夫人家鄉土壘鄉為超類鄉。
天貺寶象二年（1069年），李聖宗攻打占城，留倚蘭夫人主持朝政。當時李朝國內太平，民眾都認為是倚蘭夫人的功勞，尊稱她為“觀音女”。
神武四年（1072年）正月，圣宗逝世，仁宗继位，改元太寧。尊嫡母杨氏为上阳皇太后，生母黎氏为皇太妃。當時仁宗年僅7歲，由皇太后垂簾聽政。太寧二年（1073年），生性嫉妒的皇太妃不滿自己是皇帝生母，卻不得參預朝政，唆使仁宗将上阳皇后幽禁，並迫其自杀殉葬。隨後，仁宗尊生母黎氏為靈仁皇太后，垂簾听政，以李道成、李常傑为辅佐大臣。
倚蘭夫人篤信佛教，在垂簾聽政期間，大興土木，建造佛寺。後人傳說是因為她後悔命仁宗殺害上陽皇太后和殉葬的無辜侍女，所以建造佛寺懺悔贖罪。
龍符元化三年（1103年），倚蘭夫人用內府錢財為因貧賣身的女子贖身，將她們嫁給因貧不能娶妻的男子，被越南史家吳士連稱為仁政。
會祥大慶八年（1117年）七月二十五日，倚兰夫人逝世，谥号扶聖靈仁皇太后。八月，葬於天德府壽陵，用佛教火葬儀式，並殺3個宮女殉葬。